# 1967 en rugby à XV
Cette page présente les faits marquants de l'année 1967 en rugby à XV : les principales compétitions et évènements liés au rugby à XV et rugby à sept ainsi que les naissances et décès de grandes personnalités de ce sport.

## Événements

### Mars
- Le Tournoi des Cinq Nations 1967 voit la victoire de la France, avec trois victoires et une défaite concédée contre l'Écosse à domicile pour le match d'ouverture.
  - Article détaillé : Tournoi des Cinq Nations 1967

### Mai
- 28 mai : l'Union sportive montalbanaise a gagné le championnat 1966-1967 après avoir battu le CA Bègles en finale, c'est le premier et seul, à ce jour, Bouclier de Brennus remporté par Montauban[1].
  - Article détaillé : Championnat de France de rugby à XV 1966-1967

### Décembre
- Troisième édition de la Coupe Ibérique. Les Espagnols du Real Canoe RC glanent leur deuxième titre en s'adjugeant le petit championnat.

## Principaux décès
- 14 janvier : Dick Luyt (né  le 16 avril 1886), joueur de rugby international sud-africain sélectionné 7 fois entre 1910 et 1913, décède à Worcester.

## Naissances
- 2 janvier : Francois Pienaar, international sud-africain à 28 reprises, naît à Vereeniging.
- 8 février : Tony Clement, joueur de rugby international gallois (37 sélections), voit le jour à Morriston.
- 2 mars : Thierry Lacroix, joueur de rugby français ayant porté 43 fois le maillot bleu, naît à Nogaro.
- 17 avril : Ian Jones, joueur de rugby international néo-zélandais sélectionné 105 fois, voit le jour à Whangarei.
- 5 mai : Guy Accoceberry, joueur de rugby international français à 19 reprises, naît à Vittel.
- 30 juin : Gareth Rees, 55 fois international canadien, naît à Duncan.
- 26 juillet : David Young, joueur de rugby international gallois (51 sélections), voit le jour à Aberdare.
- 19 octobre : Eduardo Laborde, joueur de rugby argentin comptant 3 sélections, naît à Buenos Aires.
- 12 décembre : Olivier Carbonneau, joueur de rugby français, voit le jour à Toulouse.